# العصب تحت الضلع
العصب تحت الضلعي ( القسم الأمامي للعصب الصدري الثاني عشر  ) هو عصب حركي وحسي مختلط يساهم في الضفيرة القطنية. يمتد على طول الحافة السفلية للضلع الثاني عشر، وغالبًا ما يعطي فرعًا متصلًا بالعصب القطني الأول، ويمر تحت القوس القطني الجانبي.
ثم يمر أمام العضلة المربعة القطنية، ويعصب العضلة المستعرضة، ويمر للأمام بينها وبين العضلة المائلة الداخلية البطنية ليتم توزيعه بنفس طريقة الأعصاب بين الضلوع السفلية.
يتواصل مع العصب الحرقفي السفلي والعصب الحرقفي الإربي للضفيرة القطنية، ويعطي فرعًا لعضلة الهرم وعضلة المربع القطني. كما يعطي فرعًا جلديًا جانبيًا يغذي الجلد فوق الورك بالأعصاب الحسية.

## صور إضافية

الجهاز العصبي
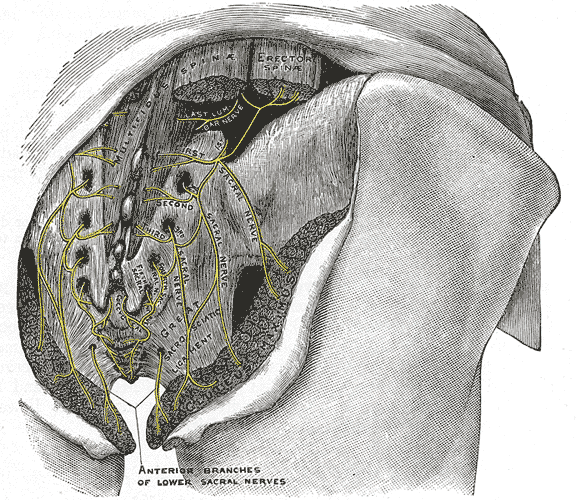
الأقسام الخلفية للأعصاب العجزية.
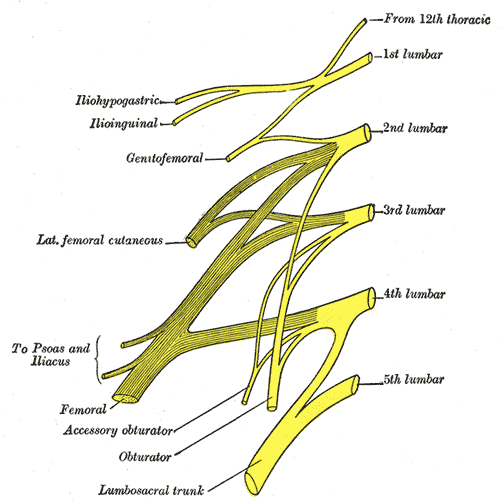
مخطط الضفيرة القطنية.
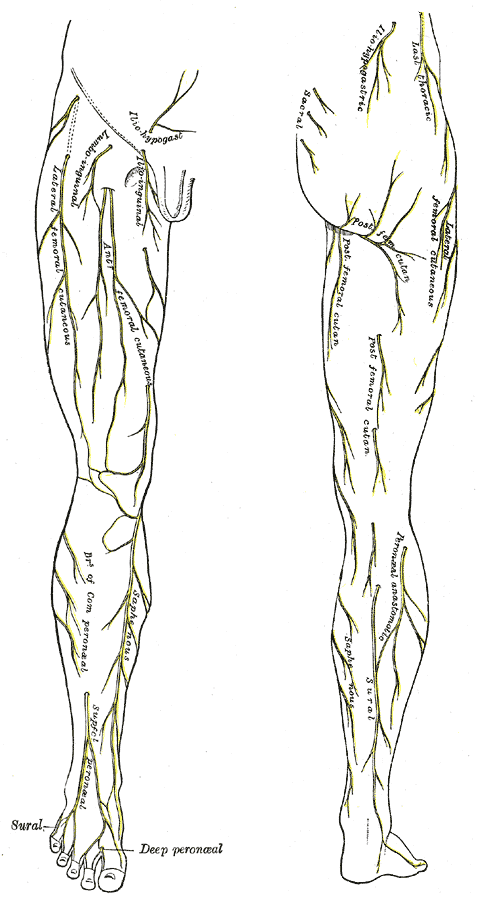
الأعصاب الجلدية للطرف السفلي الأيمن. منظران أمامي وخلفي.

## روابط خارجية
- درسٌ تشريحي حول posteriorabdomen مُعدٌ بواسطة ويسلي نورمان (جامعة جورجتاون). (posteriorabdmus&nerves)
- درسٌ تشريحي حول glutealregion مُعدٌ بواسطة ويسلي نورمان (جامعة جورجتاون).
- أطلس تشريح جامعة ميشيغان abdo_wall70 - "Posterior Abdominal Wall, Dissection, Anterior View"
- [http://ect.downstate.edu/courseware/haonline/figs/l40/400700

.htm شكل تشريحي: 40:07-00
] على موقع مركز سوني دونستات الطبي (تشريح بشري عبر الإنترنت). - "Muscles and nerves of the posterior abdominal wall."
- [http://ect.downstate.edu/courseware/haonline/imgs/00000/8000/900/8982

.jpg صور تشريحيَّة:8982
] على موقع مركز سوني دونستات الطبي.